# Phlebotomus smirnovi
Phlebotomus smirnovi är en tvåvingeart som beskrevs av Perfiliew 1941. Phlebotomus smirnovi ingår i släktet Phlebotomus och familjen fjärilsmyggor. Inga underarter finns listade i Catalogue of Life.